# Münster (Laubach)
Münster ist ein Stadtteil von Laubach im mittelhessischen Landkreis Gießen und liegt etwa acht Kilometer westlich der Kernstadt. Der Name stammt von monasterium (= Kloster) und deutet damit auf eine ehemalige Ansiedlung von Mönchen hin.

## Geschichte

### Ortsgeschichte
Münster wurde zwischen 1118 und 1137 erstmals urkundlich erwähnt: „In Munstere et in Stenhem“.
Weitere Erwähnungen waren (in Klammern das Jahr der Erwähnung): in Munstere (1118/1137), in Munstre (1197), in villa monstere (1239), Monster (1462) und Moenster (1481).
Im Zuge der Gebietsreform in Hessen wurde die Gemeinde Münster am 31. Dezember 1970 auf freiwilliger Basis in die Stadt Laubach eingemeindet. Für den Stadtteil Münster wurde, wie für die anderen eingemeindeten ehemals eigenständigen Gemeinden von Laubach, ein Ortsbezirk eingerichtet.

### Verwaltungsgeschichte im Überblick
Die folgende Liste zeigt die Staaten und Verwaltungseinheiten, denen Münster angehört(e):
- vor 1718: Heiliges Römisches Reich, Grafschaft  Solms-Lich, Amt Lich
- ab 1718: Heiliges Römisches Reich, Grafschaft Solms-Hohensolms-Lich, Amt Lich
- ab 1792: Heiliges Römisches Reich, Fürstentum Solms-Hohensolms-Lich, Amt Lich
- ab 1806: Großherzogtum Hessen,[Anm. 2] Fürstentum Ober-Hessen, Amt Lich (des Fürsten Solms-Hohensolms-Lich)[9]
- ab 1815: Provinz Oberhessen, Amt Lich (des Fürsten Solms-Hohensolms-Lich)[10]
- ab 1820: Großherzogtum Hessen, Provinz Oberhessen, Amt Lich[Anm. 3]
- ab 1822: Großherzogtum Hessen, Provinz Oberhessen, Landratsbezirk Hungen[11][Anm. 4]
- ab 1837: Großherzogtum Hessen, Provinz Oberhessen, Kreis Grünberg
- ab 1848: Großherzogtum Hessen, Regierungsbezirk Gießen
- ab 1852: Großherzogtum Hessen, Provinz Oberhessen, Kreis Gießen
- ab 1867: Norddeutscher Bund,[Anm. 5] Großherzogtum Hessen, Provinz Oberhessen, Kreis Gießen
- ab 1871: Deutsches Reich, Großherzogtum Hessen, Provinz Oberhessen, Kreis Gießen
- ab 1918: Deutsches Reich (Weimarer Republik), Volksstaat Hessen, Kreis Gießen
- ab 1938: Deutsches Reich, Volksstaat Hessen, Landkreis Gießen[12][Anm. 6]
- ab 1945: Amerikanische Besatzungszone, Groß-Hessen, Regierungsbezirk Darmstadt, Landkreis Gießen
- ab 1946: Amerikanische Besatzungszone,[Anm. 7] Hessen, Regierungsbezirk Darmstadt, Landkreis Gießen
- ab 1949: Bundesrepublik Deutschland, Hessen, Regierungsbezirk Darmstadt, Landkreis Gießen
- ab 1971: Bundesrepublik Deutschland, Hessen, Regierungsbezirk Darmstadt, Landkreis Gießen, Stadt Laubach[Anm. 8]
- ab 1977: Bundesrepublik Deutschland, Hessen, Regierungsbezirk Darmstadt, Lahn-Dill-Kreis, Stadt Laubach
- ab 1979: Bundesrepublik Deutschland, Hessen, Regierungsbezirk Darmstadt, Landkreis Gießen, Stadt Laubach
- ab 1981: Bundesrepublik Deutschland, Hessen, Regierungsbezirk Gießen, Landkreis Gießen, Stadt Laubach

### Gerichte seit 1803
In der Landgrafschaft Hessen-Darmstadt wurde mit Ausführungsverordnung vom 9. Dezember 1803 das Gerichtswesen neu organisiert. Für das Fürstentum Oberhessen (ab 1815 Provinz Oberhessen) wurde das „Hofgericht Gießen“ eingerichtet. Es war für normale bürgerliche Streitsachen Gericht der zweiten Instanz, für standesherrliche Familienrechtssachen und Kriminalfälle die erste Instanz. Übergeordnet war das Oberappellationsgericht Darmstadt. Die Rechtsprechung der ersten Instanz wurde durch die Ämter bzw. Standesherren vorgenommen und somit war für Münster ab 1806 das „Patrimonialgericht der Fürsten Solms-Braunfels“ in Lich zuständig. Nach der Gründung des Großherzogtums Hessen 1806 wurden die Aufgaben der ersten Instanz 1821–1822 im Rahmen der Trennung von Rechtsprechung und Verwaltung auf die neu geschaffenen Land- bzw. Stadtgerichte übertragen. Ab 1822 ließen die Fürsten Solms-Hohensolms-Lich ihre Rechte am Gericht durch das Großherzogtum Hessen in ihrem Namen ausüben. „Landgericht Lich“ war daher die Bezeichnung für das erstinstanzliche Gericht, das für Münster zuständig war. Auch auf sein Recht auf die zweite Instanz, die durch die Justizkanzlei in Hungen ausgeübt wurde, verzichtete der Fürst Karl 1823. Erst infolge der Märzrevolution 1848 wurden mit dem „Gesetz über die Verhältnisse der Standesherren und adeligen Gerichtsherren“ vom 15. April 1848 die standesherrlichen Sonderrechte endgültig aufgehoben.
Anlässlich der Einführung des Gerichtsverfassungsgesetzes mit Wirkung vom 1. Oktober 1879, infolge derer die bisherigen großherzoglichen Landgerichte durch Amtsgerichte an gleicher Stelle ersetzt wurden, während die neu geschaffenen Landgerichte nun als Obergerichte fungierten, kam es zur Umbenennung in „Amtsgericht Lich“ und Zuteilung zum Bezirk des Landgerichts Gießen.
Zum 1. Januar 1882 wurde Münster an das Amtsgericht Laubach abgegeben.
Am 1. Juli 1968 erfolgte die Auflösung des Amtsgerichts Laubach und Münster wurde dem Sprengels des Amtsgerichts Gießen zugelegt.

## Bevölkerung

### Einwohnerstruktur 2011
Nach den Erhebungen des Zensus 2011 lebten am Stichtag, dem 9. Mai 2011, in Münster 711 Einwohner. Darunter waren 18 (2,5 %) Ausländer. Nach dem Lebensalter waren 126 Einwohner unter 18 Jahren, 303 zwischen 18 und 49, 156 zwischen 50 und 64 und 129 Einwohner waren älter. Die Einwohner lebten in 312 Haushalten. Davon waren 96 Singlehaushalte, 96 Paare ohne Kinder und 87 Paare mit Kindern, sowie 27 Alleinerziehende und 6 Wohngemeinschaften. In 63 Haushalten lebten ausschließlich Senioren und in 222 Haushaltungen lebten keine Senioren.

### Einwohnerentwicklung
| Münster: Einwohnerzahlen von 1830 bis 2011 | Münster: Einwohnerzahlen von 1830 bis 2011 | Münster: Einwohnerzahlen von 1830 bis 2011 | Münster: Einwohnerzahlen von 1830 bis 2011 | Münster: Einwohnerzahlen von 1830 bis 2011 |
| --- | ------------------------------------------ | ------------------------------------------ | ------------------------------------------ | ------------------------------------------ |
| Jahr |                                            |                                            |                                            | Einwohner                                  |
| 1830 | 1830                                       |                                            | 292                                        | 292                                        |
| 1834 | 1834                                       |                                            | 278                                        | 278                                        |
| 1840 | 1840                                       |                                            | 351                                        | 351                                        |
| 1846 | 1846                                       |                                            | 314                                        | 314                                        |
| 1852 | 1852                                       |                                            | 313                                        | 313                                        |
| 1858 | 1858                                       |                                            | 316                                        | 316                                        |
| 1864 | 1864                                       |                                            | 327                                        | 327                                        |
| 1871 | 1871                                       |                                            | 329                                        | 329                                        |
| 1875 | 1875                                       |                                            | 331                                        | 331                                        |
| 1885 | 1885                                       |                                            | 327                                        | 327                                        |
| 1895 | 1895                                       |                                            | 306                                        | 306                                        |
| 1905 | 1905                                       |                                            | 299                                        | 299                                        |
| 1910 | 1910                                       |                                            | 318                                        | 318                                        |
| 1925 | 1925                                       |                                            | 332                                        | 332                                        |
| 1939 | 1939                                       |                                            | 332                                        | 332                                        |
| 1946 | 1946                                       |                                            | 511                                        | 511                                        |
| 1950 | 1950                                       |                                            | 532                                        | 532                                        |
| 1956 | 1956                                       |                                            | 471                                        | 471                                        |
| 1961 | 1961                                       |                                            | 475                                        | 475                                        |
| 1967 | 1967                                       |                                            | 537                                        | 537                                        |
| 1980 | 1980                                       |                                            | ?                                          | ?                                          |
| 1990 | 1990                                       |                                            | ?                                          | ?                                          |
| 2000 | 2000                                       |                                            | ?                                          | ?                                          |
| 2011 | 2011                                       |                                            | 711                                        | 711                                        |
| Datenquelle: Historisches Gemeindeverzeichnis für Hessen: Die Bevölkerung der Gemeinden 1834 bis 1967. Wiesbaden: Hessisches Statistisches Landesamt, 1968. Weitere Quellen: ; Zensus 2011 |                                            |                                            |                                            |                                            |

### Historische Religionszugehörigkeit
- 1830: 291 evangelische, ein katholischer Einwohner[1]
- 1961: 400 evangelische, 71 katholische Einwohner[1]

### Historische Erwerbstätigkeit
| • 1961: | Erwerbspersonen: 96 Land- und Forstwirtsch., 93 Prod. Gewerbe, 39 Handel, Verkehr und Nachrichtenübermittlung, 14 Dienstleistung und Sonstiges. |

## Politik
Für den Stadtteil Münster besteht ein Ortsbezirk (Gebiete der ehemaligen Gemeinde Münster) mit Ortsbeirat und Ortsvorsteher nach der Hessischen Gemeindeordnung.
Der Ortsbeirat besteht aus neuen Mitgliedern. Bei den Kommunalwahlen in Hessen 2021 betrug die Wahlbeteiligung zum Ortsbeirat 57,14 %. Dabei wurden gewählt: ein Mitglied des Bündnis 90/Die Grünen, fünf Mitglieder der SPD, sowie drei Mitglieder der „Freien Wähler“ (FW). Der Ortsbeirat wählte Klaus Dieter Schmitt (SPD) zum Ortsvorsteher.

## Sehenswürdigkeiten und Kultur
Kirche

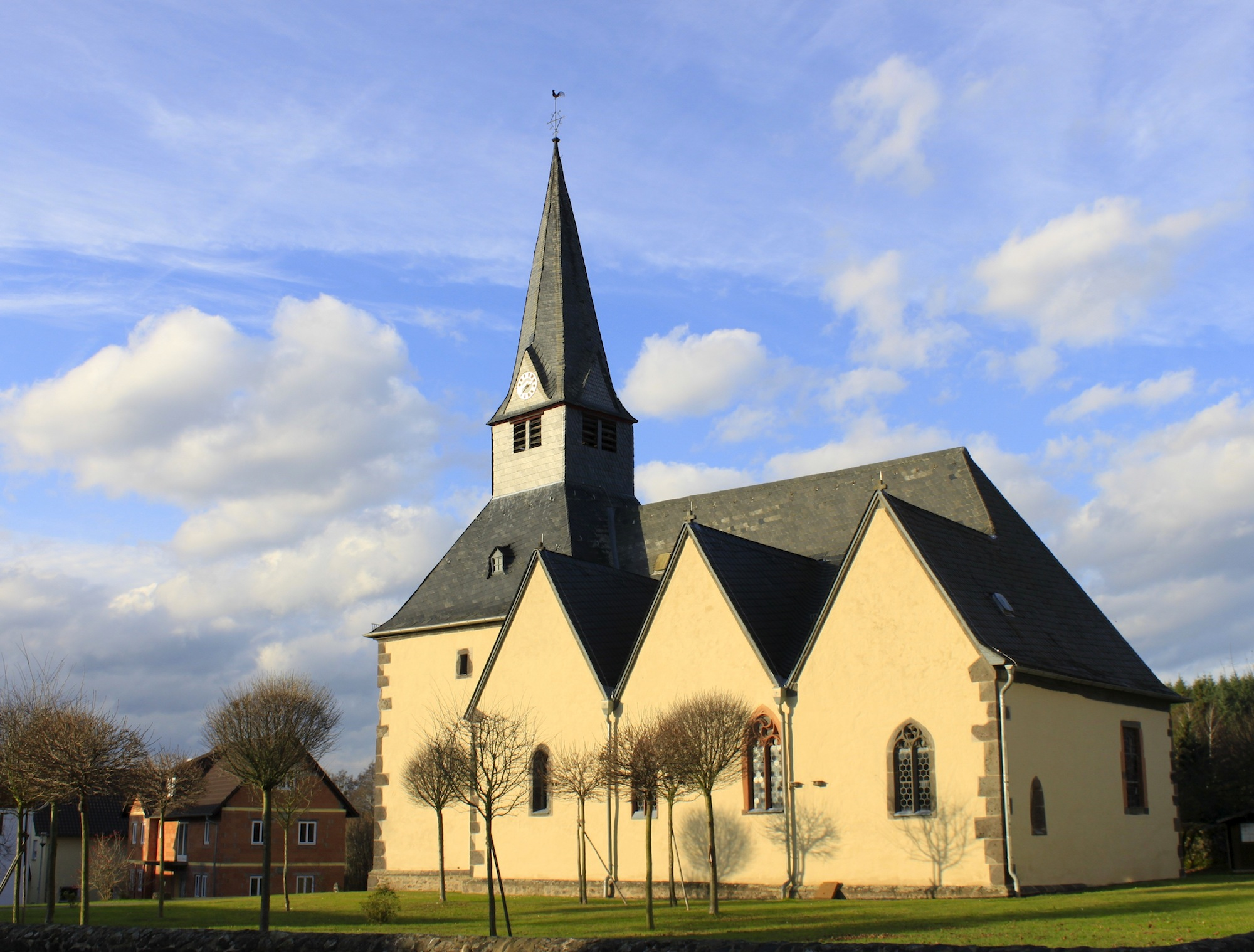
Die Evangelische Kirche von Münster

Die spätgotische dreischiffige Hallenkirche wurde im Wesentlichen um 1300 erbaut. Lediglich Steinkanzel und Turmspitze stammen aus dem 16. Jahrhundert. Der aus der ersten Hälfte des 13. Jahrhunderts stammende Taufstein bildet das älteste Element der Kirche.
User Dort soll schöner werden
Im Wettbewerb „Unser Dorf soll schöner werden“ gewann Münster im Jahr 1965 die Goldmedaille.

## Verkehr
Münster ist an ein Nahverkehrssystem nach Schotten, Gießen, Laubach und Grünberg angebunden.

## Persönlichkeiten
- Christian Theodor Roth (1766–1848), Pädagoge, Oberschulrat und Fachautor
- Theodor Weber (1880–1980), Landrat des Landkreises Gießen